# Данијела Поповић
Данијела Поповић (Београд) је српско-америчка глумица, пијаниста, компoзитор, педагог и драмски писац. Након Факултета музичке уметности у Београду, у Њујорку је довршила музичко школовање на елитној Школи Џулијард и глуму у Студију Херберта Бергхофа.
Широј публици је позната по улози у филму „Југодиве“ (Yugodivas) и као музички стваралац у оквиру групе „Д'Диваз“ (D'Divaz). Наступала је као концертни извођач модерне и озбиљне музике на преко 500 наступа.
Након серије запажених позоришних улога, Поповићева се у лето 2024. представила њујоршкој позоришној публици као комплетан аутор — писац, глумица и пијаниста — критички високо оцењене монодраме „Кад боли, ти свирај“ ("When it hurts you play"). Комад је премијеру у Србији имао на Фестивалу монодраме и пантомиме у Земуну у новембру 2024. године.

## Биографија
Рођена је у Београду, тада у СФР Југославији, Данијела Поповић је у родном граду завршила основну и  средњу школу, паралелно са музичким образовањем, које је довршила дипломирањем на катедри за клавир Факултета музичке уметности Универзитета уметности у Београду у класи проф. Душана Трбојевића, коме је касније била асистент на истој катедри. Радила је и као доцент на гудачкој катедри истог факултета, као колаборативни пијаниста.
Ментор на магистарским студијама у Југославији био јој проф. Арбо Валдма.
Преселила се у Њујорк 1990. године да би наставила постдипломске студије у Школи Џулијард (The Juilliard School), престижној уметничкој академији, једном од главних конзерваторијума сценских уметности на свету.

### Музичка делатност
Након довршавања студија, радила је осам година у Хору дечака и девојчица из Харлема (Boys and Girls Choir of Harlem), као главни пијаниста, професор клавира и шеф Одсека за клавир.
Са Милицом Параносић и Александром Војчић, Данијела Поповић је суоснивач и извођач женског ансамбла „D’Divaz” за који је компоновала, изводила, промовисала и пласирала високо оцењену ауторску музику. Са D’Divaz је објавила албум 2000. године, гостовала на албуму Елиота Шарпа (Elliot Sharp’s „State of Mind“), била у програму уметничких боравака „Storm King Artists in Residence“, организовала је концерт за обнову Дечје болнице у Београду и играла у филм „Југодиве“.
Извела је преко 500 концерата и реситала; наступала је на америчким телевизијама АБЦ, ЦБС, Фокс 5, а у Србији Студио Б у Београду и Радио Телевизији Београд. Наступала је, између осталог, у Линколн центру, Карнеги холу, Кенеди центру и у Џос пабу у Јавном позоришту.
Поповићева сарађује и са композитором и диригентом српског порекла, оснивачем новог класицизма Милошем Раичковићем.

### Глумачка делатност
Поповићева је студирала глуму у ХБ Студију (The Herbert Berghof (HB) Studio of New York) где је била и члан ансамбла. Такође је члан Necessary I.T.E.M.S. Project, позоришног ансамбла са седиштем у Њујорку.
Њене улоге укључују комаде: Benefit у режији Ели Елсворт; The Circus of Life у режији Лин Бар; Lady with a Lapdog With Jokes and Happy Ending у режији Алексеја Бурага; The Dome (продукција Prospect Theatre); Almost A Fantasy (Fringe NYC 2012), у режији Џона Грабовског; The Red Wednesday (Ice Factory 2013), у режији Санаџ Гаџар; Mother of God у режији Винсента Гаете; Medea (American Thyme Theatre); Waiting for Godot у режији Винсента Гаете; The Requiem (Necessary I.T.E.M.S.); Crime and Punishment у режији Алексеја Бурага...
За комад Flight Number Love (продукција Necessary I.T.E.M.S. Project, Theatre For The New City & The Last Station), у режији Ирине Абрахам, Данијела Поповић је номинована за награду за најбољу главну глумицу на The Planet Connections Theatre Festival.

### Монодрама “Када боли, ти свирај“
Поповићева се у јуну 2024. представила њујоршкој позоришној публици у "Театру 86" као комплетан аутор — писац, глумица и пијаниста — критички високо оцењене монодраме „Кад боли, ти свирај“ ("When it hurts you play") у режији Алексеја Бурага.
Монодрама је српску премијеру имала на Фестивалу монодраме и пантомиме у Земуну у новембру 2024. године. Комад је српској публици представљен овако: "Српско-америчка пијанисткиња и глумица Данијела Поповић изводи своју оригиналну самосталну клавирску представу. 'Када боли, ти свирај' је прича о жени рођеној у комунистичкој земљи, која очајнички тражи духовне везе у оквирима репресивног режима. Дете-јединица која се бори са усамљеношћу налази уточиште у клавиру. Убрзо, овај магични инструмент постаје медиј за изражавање њених најдубљих страхова, разочарања и неуспеха. Након што због трагичне несреће побегне на нови континент, клавир постаје њен најближи друг и сапутник. Сада као професионална пијанисткиња, присећа се различитих поглавља свог изузетног живота, његових урнебесних успона и падова, бурних љубавних веза и незаборавне музике на том путу. Испуњено живим виртуозним клавирским наступима, 'Када боли, ти свирај' је позоришно вече које не треба пропустити. Представа је имала неколико извођења у Театру 86 у Њујорку."